# Tasmanitachoides

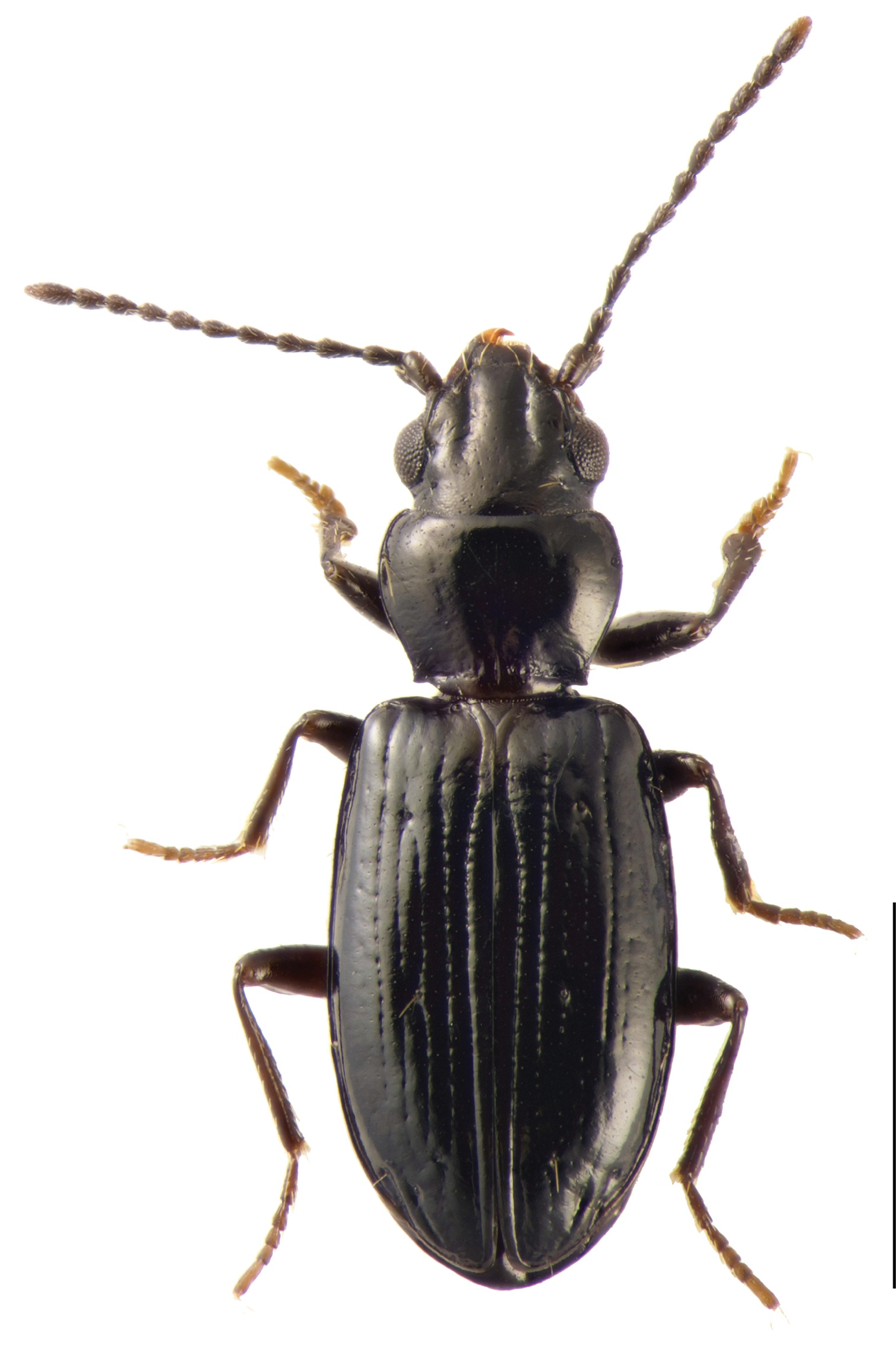
Tasmanitachoides Erwini

Tasmanitachoides is een geslacht van kevers uit de familie van de loopkevers (Carabidae). De wetenschappelijke naam van het geslacht is voor het eerst geldig gepubliceerd in 1972 door Erwin.

## Soorten
Het geslacht Tasmanitachoides omvat de volgende soorten:
- Tasmanitachoides angulicollis Baehr, 1990
- Tasmanitachoides arnhemensis Erwin, 1972
- Tasmanitachoides balli Baehr, 2008
- Tasmanitachoides bicolor Baehr, 1990
- Tasmanitachoides bolus (Darlington, 1962)
- Tasmanitachoides fitzroyi (Darlington, 1962)
- Tasmanitachoides glabellus Baehr, 2001
- Tasmanitachoides hackeri Baehr, 2008
- Tasmanitachoides hendrichi Baehr, 2008
- Tasmanitachoides hobarti (Blackburn, 1901)
- Tasmanitachoides katherinei Erwin, 1972
- Tasmanitachoides kingi (Darlington, 1962)
- Tasmanitachoides leai Sloane, 1896
- Tasmanitachoides lutus (Darlington, 1962)
- Tasmanitachoides maior Baehr, 1990
- Tasmanitachoides minor Baehr, 1990
- Tasmanitachoides murrumbidgensis (Sloane, 1895)
- Tasmanitachoides obliquiceps (Sloane, 1903)
- Tasmanitachoides rufescens Baehr, 1990
- Tasmanitachoides wattsense (Blackburn, 1901)
- Tasmanitachoides wilsoni (Sloane, 1921)